# Acordulecera trux
Acordulecera trux – gatunek błonkówki z rodziny Pergidae.

## Taksonomia
Gatunek ten został opisany w 1899 roku przez Friedricha Konowa pod nazwą Acorduleceros trux. Jako miejsce typowe podano brazyliski stan Rio Grande do Sul. Syntypem była samica. 

## Zasięg występowania
Ameryka Południowa, znany ze stanów Rio Grande do Sul i Santa Catarinaw płd. Brazylii.